# 約拉
約拉（英語：Yola）是西非國家尼日利亞東北部的城市，也是阿達馬瓦州的首府，位於貝努埃河畔，海拔高度190米，北面是曼達拉山脈和謝布希山脈，市內清真寺和天主教教堂，2006年人口392,854。
9°14′N 12°28′E / 9.233°N 12.467°E